# Ferdinand Joachimsthal
Pour les articles homonymes, voir Joachimsthal.
Ferdinand Joachimsthal est un mathématicien allemand.

## Biographie
Il est né le 9 mars 1818 à Goldberg, arrondissement de Goldberg dans la province de Silésie et mort le 5 avril 1861 à Breslau. L'année de l'obtention de son diplôme (Ph.D., Berlin, 1842), il est nommé professeur à la Realschule de Berlin et, en 1846, est admis à la faculté de philosophie de l'université en tant que privatdozent. En 1856, il est nommé professeur de mathématiques à Halle, et en 1858 à Breslau.
Joachimsthal, qui est juif, contribue par des essais au Journal de Crelle, 1846, 1850, 1854, 1861, et aux Nouvelles Annales des Mathématiques de Torquem.
Il est connu pour l'équation de Joachimsthal  et la notation de Joachimsthal, toutes deux associées à des sections coniques.